# PlayStation 2
La PlayStation 2 (PS2) (en japonès: プレイステーション2) és la segona videoconsola de Sony, la successora de la PlayStation i la predecessora de la PlayStation 3 (que es va llançar el 17 de novembre del 2006 al Japó i a l'Amèrica del Nord, i el març del 2007 a Europa). La PS2 va anunciar el seu desenvolupament al març de 1999, i el primer llançament va ser al Japó al 4 de març del 2000, a l'Amèrica del Nord al 26 d'octubre del 2000 i a Europa al 4 de novembre del 2000.
Va ser llançada per primera vegada el 4 de març de l'any 2000 al Japó, i uns mesos després en la resta del món. Aquesta consola és també la que més títols posseeix, aproximadament 10.900 títols seguida per la seva predecessora, la PlayStation, amb uns 8.000 títols. Aquesta quantitat de títols donada l'extraordinari acolliment per part del públic en general cap a la mateixa, la qual cosa fins i tot la va consolidar com la consola amb més temps al mercat i al seu torn la consola amb més durada en el mateix, fins a ser descatalogada l'11 de gener de 2013 després dels seus últims títols FIFA 14 i PES 2014.
Una de les principals característiques distintives són el seu processador central conegut com Emotion Engine i el seu controlador de Dualshock 2. També l'equip incorpora un lector de DVD i 2 ports USB 1.0 (alguns controladors utilitzen aquests ports). En la versió PlayStation 2 Slim es va incorporar un port Ethernet perquè pugui ser utilitzat el servei d'internet Central Station. El mateix port pot ser agregat a les versions originals de la consola i va ser la primera consola amb disc dur. Alguns jocs incorporen la possibilitat de jugar a través d'una xarxa d'àrea local (LAN), la qual cosa permet a més jugar per internet a través del sistema gratuït XLink Kai.
Des de la seva sortida, la PlayStation 2 ha aconseguit vendre més de 158,85 milions d'unitats aproximadament, convertint-se en la videoconsola de sobretaula més venuda de la història i la segona videoconsola més venuda després de la portàtil Nintendo DS. Després de 12 anys al mercat, sent una de les consoles més longeves de la història.

## Visió general
La PlayStation 2 és la successora de la PlayStation, i va competir contra la Dreamcast de Sega, la Nintendo Gamecube de Nintendo i la Xbox de Microsoft. Malgrat el llançament de la seva successora, PlayStation 3, en 2006, la consola va seguir al mercat i amb un important nombre d'usuaris, competint amb les consoles de la setena generació, sent l'única consola que ha aconseguit tenir un cicle de vida tan llarg que competeix amb la generació posterior a la seva. També va competir temporalment en l'actualitat amb les consoles de la vuitena generació aconseguint el primer lloc de la videoconsola de sobretaula més venuda de la història.
La PlayStation 2 és un sistema d'entreteniment encara disponible econòmicament per a les persones que els agraden els videojocs la qual alberga una gran varietat de gèneres en els seus jocs per a totes les edats.

### Característiques
El sistema que la consola utilitza com a suport per als jocs són discos en format CD i DVD; el format DVD augmenta l'espai disponible per a les dades dels videojocs, fent per tant jocs de major qualitat gràfica i sonora. A més, també reproduïx pel·lícules en format DVD.
Una de les principals característiques distintives són el seu processador central conegut com Emotion Engine i el seu controlador Dualshock 2. També l'equip incorpora un lector de DVD i 2 ports USB 1.1 (alguns controladors utilitzen aquests ports). Disposa d'un port Ethernet perquè pugui ser utilitzat el servei d'internet Central Station. Alguns jocs incorporen la possibilitat de jugar a través d'una xarxa d'àrea local (LAN), la qual cosa permet a més jugar per internet a través del sistema gratuït XLink Kai. En el primer model original gruix de la consola podia ser usat un disc dur oficial convertint així a Playstation 2 en la primera consola amb disc dur.
Des de la seva sortida, la PlayStation 2 ha aconseguit vendre més de 160 milions d'unitats aproximadament, convertint-se en la videoconsola més venuda de la història. En 2010 coincidint amb el període nadalenc, Sony va llançar al mercat un televisor LCD que incorpora a la seva base una versió adaptada de la PlayStation 2. Al gener de l'any 2013 es decideix detenir la seva fabricació després de 13 anys d'activitat.

## Història

### Rerefons
Llançada el 1994, la PlayStation original va demostrar ser un èxit mundial fenomenal i va indicar l'ascens al poder de Sony a la indústria dels videojocs. El seu llançament va obtenir elogis de la crítica i fortes vendes; finalment es va convertir en la primera plataforma d'entreteniment informàtic que va vendre més de 100 milions d'unitats. La PlayStation va tenir un èxit particular fora del Japó en part a causa dels refinats kits de desenvolupament de Sony, les campanyes publicitàries a gran escala i el fort suport de desenvolupadors de tercers. A finals de la dècada de 1990, Sony havia destronat els rivals establerts de Sega i Nintendo al mercat global dels videojocs. Sega, estimulada per la seva quota de mercat en descens i pèrdues financeres importants, va llançar la Dreamcast el 1998 com un últim intent de mantenir-se en la indústria. En aquest moment, els rumors d'una propera PlayStation 2 ja circulaven entre la premsa.

### Desenvolupament
Tot i que Sony va mantenir en secret els detalls del desenvolupament de la PlayStation 2, Ken Kutaragi, el dissenyador en cap de la PlayStation original, va començar a treballar en una segona consola al voltant del moment del seu llançament a finals de 1994. El 1997, diversos empleats d'Argonaut Games, sota contracte per al fabricant de semiconductors LSI Corporation en aquell moment, van rebre instruccions per volar a la Costa Oest dels EUA i dissenyar un xip de renderització per a la propera consola de Sony. Jez San, fundador d'Argonaut, va recordar que el seu equip no va tenir contacte directe amb Sony durant el procés de desenvolupament. Sense saber-ho, Sony estava dissenyant el seu propi xip internament i havia donat instruccions a altres empreses perquè dissenyessin xips de renderització només per diversificar les seves opcions.
A finals de 1997, van aparèixer informes que la PlayStation 2 s'estava desenvolupant i que albergaria un reproductor de DVD integrat i connectivitat a Internet. Oficialment, però, Sony va continuar negant que s'estava desenvolupant un successor de la PlayStation. Sony va anunciar la PlayStation 2 (PS2) l'1 de març de 1999. La consola de videojocs es va posicionar com a competidora de la Dreamcast de Sega, la primera consola de sisena generació, encara que finalment els principals rivals de la PS2 van ser GameCube de Nintendo i Xbox de Microsoft. La Dreamcast va gaudir d'un llançament reeixit als Estats Units aquell any; alimentat per una gran campanya de màrqueting, va vendre més de 500.000 unitats en dues setmanes.
"Els gràfics en temps real de PlayStation 2 no tenen limitacions. És per això que vaig triar el color negre, ja que representa la infinitat de l'univers. El blau representa la intel·ligència i la vida que brolla." 
Poc després del llançament nord-americà de Dreamcast, Sony va presentar la PlayStation 2 al Tokyo Game Show el 20 de setembre de 1999. Sony va mostrar demostracions totalment jugables dels propers jocs de PlayStation 2, inclosos Gran Turismo 2000 (després llançat com a Gran Turismo 3: A-Spec) i Tekken Tag Tournament—que mostrava les habilitats gràfiques i la potència de la consola.

### Llançament
A l'abril de 1999, es van córrer les primeres notícies sobre la successora de la PlayStation, poc després del llançament de la Dreamcast. El llançament oficial de la PS2 no va ser fins al 4 de març de 2000 al Japó, i el 26 d'octubre de 2000 en els Estats Units. La notícia va arribar àmpliament als compradors, la qual cosa va generar una gran expectació que va provocar l'escassesa de sistema en les botigues el dia del llançament. Sony sabia el que anava succeir el dia del llançament d'aquest sistema així que va donar la possibilitat de vendre aquest equip mitjançant el lloc de subhastes eBay, no obstant això els compradors compulsius no els va importar pagar $1.000 dòlars per aquest equip mitjançant l'eBay. Molt poques persones van obtenir la seva consola al desembre de l'any 2000 a causa dels retards de fabricació.

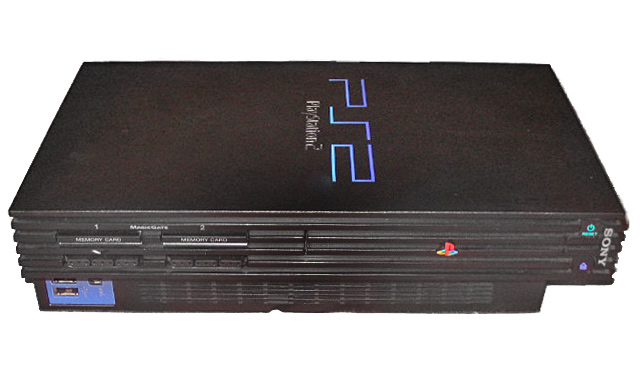
Part superior i frontal de la PlayStation 2.

El llançament de la PlayStation 2 va ser poc impressionant comparat amb el ben planejat llançament que va fer Sega per a la Dreamcast amb la intenció d'atreure als desenvolupadors. De fet, aquesta ja comptava amb els millors títols.
Les espectaculars vendes inicials de la PlayStation 2 es van deure en bona part a l'èxit de la seva predecessora, la PlayStation, i al fet que és compatible amb els jocs d'aquesta. Només en Japó i en la seva primera setmana es van vendre al voltant de 900.000 consoles. Més tard, Sony va guanyar encara popularitat pels forts títols i el desenvolupament de més perifèrics desenvolupats per tercers.
A mesura que les companyies productores de videoconsoles ja començaven amb la inclusió del joc en línia en les videoconsola tal exemple era el Dreamcast de Sega, encara Sony no feia èmfasi en el joc en línia si no fins que Microsoft incursiona en el mercat de videojocs amb el seu Xbox. Sony es va adaptar a la fi de l'any 2002 per a competir amb Microsoft amb molts títols online, com SOCOM: U.S. Navy SEALs. Sony i Nintendo al començar més tard, van seguir un model descentralitzat per al joc en línia on la responsabilitat requeia en els desenvolupadors per a proveir els servidors. Sony va intentar fer del joc en línia un major punt de venda per a la PlayStation 2.
El setembre de 2004, a temps per al llançament de Grand Theft Auto: San Andreas, Sony va revelar un model més nou i més prim de la PlayStation 2. En preparació per al llançament dels nous models (SCPH-700xx-9000x), Sony va deixar de fabricar els models més antics (SCPH-3000x-500xx) per deixar que el canal de distribució buidés el seu estoc d'aquestes unitats. Després d'un aparent problema de fabricació, segons s'informa que Sony va subestimar la demanda, va provocar una desacceleració inicial en la producció de la nova unitat causada en part per l'escassetat entre el moment en què Sony es va desfer de les unitats antigues i les noves unitats estaven a punt. El problema es va agreujar a Gran Bretanya quan un petrolier rus es va quedar atrapat al Canal de Suez, bloquejant un vaixell de la Xina que transportava PS2 amb destinació al Regne Unit. Durant una setmana de novembre, les vendes britàniques van ascendir a 6.000 unitats, en comparació amb les 70.000 d'unes setmanes abans. Hi va haver escassetat a més de 1.700 botigues d'Amèrica del Nord el dia abans de Nadal.
El 2010, Sony va presentar un televisor amb una PlayStation 2 integrada.

## Maquinari

### Especificacions tècniques

#### CPU (Emotion Engine)
- Arquitectura: MIPS (R5900)
- Freqüència de rellotge del Sistema: 294.912 MHz (299 MHz en les últimes versions)
- Memòria Caché: instruccions 16 kB, Dades 8 kB + 16 kB instruccions
- Memòria Principal: 32 MB Rambus
- Amplada de banda del Bus de memòria: 3.2 Gb per segon
- Coprocesador: 2 unitats paral·leles d'operacions vectorials(VUO+VU1)
- Rendiment del processador en punt flotant (FPP): 6,4 GFLOPS per segon
- Transformació Geomètrica 3D CG: 66 milions de polígons per segon sense texturitzar, sense efectes i sense AA, amb efectes, textures i AA uns 12 milions de polígons per segon
- Descodificador de compressió d'imatge(MPEG2), utilitzat en alguns jocs com una espècie de compressor de textures

#### Rasteritzador (Graphics Synthetizer)
- Freqüència de rellotge del Sistema: 147 MHz
- Memòria interna embeguda: 4 MB DRAM
- Taxa de farcit: 2,4 Gigapíxels per segon
- Amplada de banda entre el Graphics Synthetizer i la memòria embeguda: 48 Gbytes/s
- Resolucions suportades:Des de 256*224 fins a 1280*1024

#### I/O
- Nucli de la CPU: CPU de PlayStation millorada (R3000)
- Freqüència de rellotge: 37.5 MHz
- Memòria IOP: 2 MB
- Sub Bus: 32-bit

#### So
- Nombre de Veus: 48 canals amb so surround 3D
- Memòria de la selecció de so: 2 MB
- Freqüència d'Eixida: Fins a 56 HZ

#### DVD
- Grandària màxima: Doble capa 9 GB
- Velocitat del DVD-ROM: 4X
- Velocitat del CD-ROM: 24X

#### Interfície
- Universal Serial Bus (USB) x 2

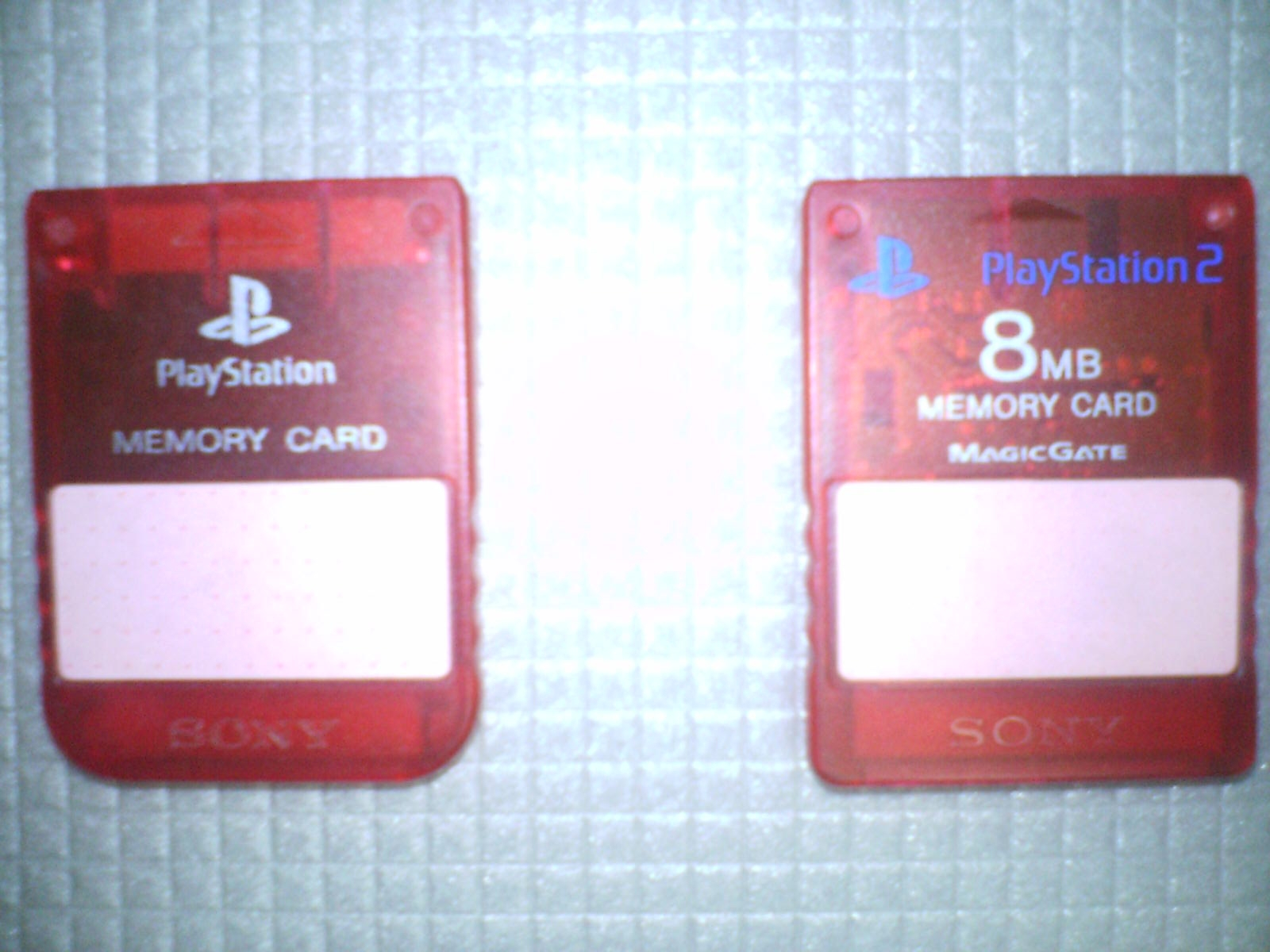
Targeta de memòria per a PlayStation (Esquerra) i PlayStation 2 (Dreta)

- Port de comandament x 2, ranura per a MEMORY CARD x 2
- Eixida Òptica Digital
- Adaptador de xarxa
- Cable de xarxa

### Models
La PlayStation 2 ha passat per moltes revisions, algunes solament en la construcció interna i unes altres amb grans canvis en l'aspecte. Són col·loquialment conegudes com a V0, V1, V2, V3... fins a la V19 (l'actual).
PlayStation 2 té dues versions: El model original amb una grandària gran i gruixut el qual se sol conèixer pel terme anglès "Fat", i el model que es va redissenyar per reduir dimensions més prim que se sol conèixer pel mateix en anglès "Slim". El 2010, el Sony Bravia KDL-22PX300 es va posar a disposició dels consumidors. Era un televisor HD-Ready de 22" que incorporava una PlayStation 2 integrada.

#### Model gran (Fat)

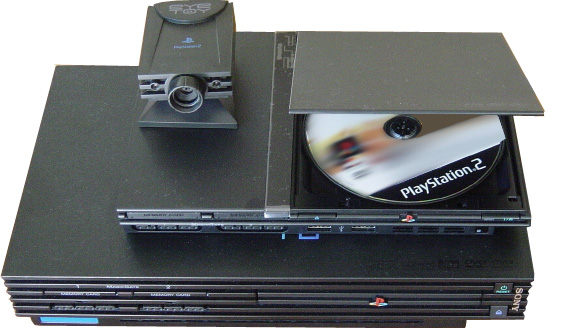
Comparació de la Playstation 2 original gruixuda (Fat) amb la versió prima (Slim), amb una càmera Eye Toy connectada al port USB.

Tres dels models del llançament original de la PlayStation 2, que es van vendre només en Japó, mancaven del port d'expansió Dev9 dels models actuals. Aquestes versions van ser SCPH-10000, SCPH-15000 i SCPH-18000. Aquests models incloïen una ranura PCMCIA en lloc de la badia d'expansió (Dev9), trobada en models més recents. Un adaptador PCMCIA a Dev9 va ser llançat per a aquests models. SCPH-10000 i SCPH-15000 no tenien un reproductor de DVD incorporat i en el seu lloc confiaven en un reproductor xifrat que es copiava a una targeta de memòria des d'un CD-ROM.
La V3 té una estructura interna bastant diferent a les revisions subsecuentes, presentant diverses targetes de circuits interconnectades. En la V4 tot estava unit en una sola targeta (excepte la font d'alimentació). La V5 va introduir canvis menors, i l'única diferència entre la V5 i la V6 (també coneguda com a V5.1) és l'orientació de l'interruptor d'encès/reinicio, el qual va ser invertit per evitar la instal·lació dels modchips sense soldar. Les V7 i V8 són similars. L'assemblat de la PlayStation 2 es va mudar a la Xina amb el model V9 (SCPH-50000 o SCPH-50001), que va afegir el port infraroig per al control remot opcional, va suprimir el port FireWire, va afegir la capacitat de llegir els discos DVD-/+RW, va afegir l'escanejo progressiu per a les pel·lícules en DVD i un ventilador molt més silenciós.
Els nombres de model de la versió 9 són SCPH-50000, 50001, 50002, 50003 o 50004.
En les versions 9, 10 i 11, en encendre la consola i pressionar el botó «triangle», sense introduir cap disc dins i depenent de la versió de DVD apareix un dels següents missatges:
- "DVD VER 3.00" en la V9
- "DVD VER 3.02" en la V10
- "DVD VER 3.03" en la V11

El color estàndard de la PS2 és el negre mat. Es van produir diverses variacions de color en diferents quantitats i regions, com ara blanc ceràmic, groc clar, blau metàl·lic (aqua), plata metàl·lica, blau marí (blau estrella), blau opac (blau astral), negre opac (negre mitjanit), blanc perla, sakura morat, or setinat, plata setinat, blanc neu, vermell super, blau transparent (blau oceà), i també color rosa com a edició limitada, que es va distribuir en algunes regions com Oceania i parts d'Àsia.

#### Model prim (Slim)

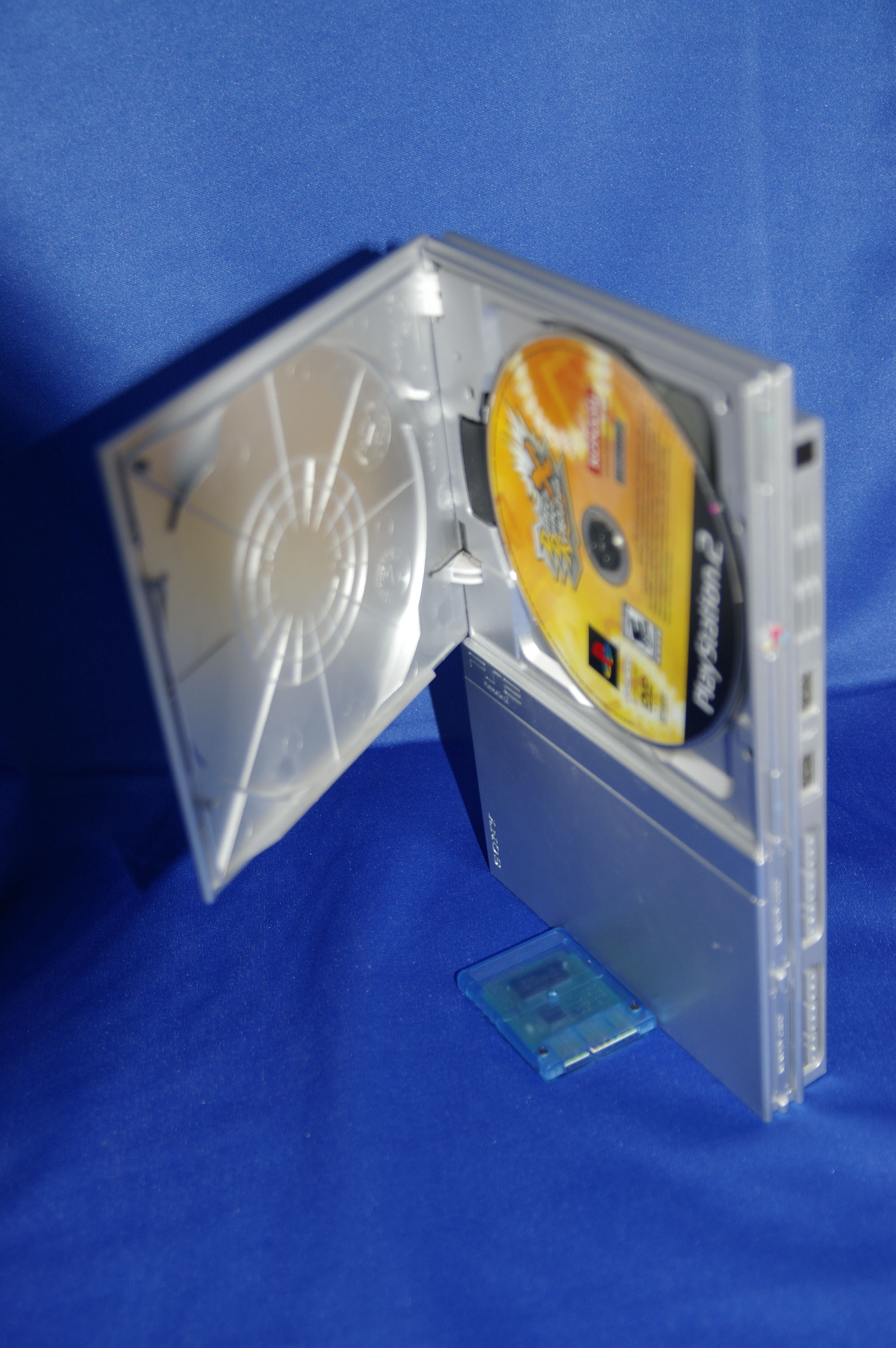
La PlayStation 2 Slim en color platejat amb la tapa del disc oberta.

La PlayStation 2 Slim és una revisió de la videoconsola que va ser llançada al setembre de 2004, més coneguda com a PlayStation 2 prima "Slim", el redissenyo va ser fet per Sony Computer Entertainment. És una PlayStation bastant menor quant a la seva grandària en comparació a l'antiga Playstation 2.
Al setembre de 2004 es va llançar la revisió més important, la V12 o SCPH-70000. Disponible al novembre de 2004, és més petita que l'antiga versió i té el port Ethernet integrat en la consola. Les dimensions i el pes s'han reduït a 230 mm d'altura, 152 mm d'ample, i 28 mm de fons (és a dir un 32 % menys) i la font d'alimentació va passar a connectar-se de forma externa.
A causa del seu perfil més prim, no conté la badia d'expansió de 3.5 polzades i, per tant, no suporta el disc dur intern, de manera que no es pot fer ús dels avantatges del disc dur oficial ni jugar a un joc tan específic d'aquest perifèric com és el Fantasy XI, ni poder usar el paquet oficial de PlayStation 2 Linux. També hi ha hagut conflictes en la numeració d'aquest model, ja que hi ha dues subversions del SCPH-70000. Una d'elles inclou els antics EE i GS i l'altra conté el nou xip unificat EE+GS. Dues propostes per nomenar-los al model antic (EE i GS separats) V11.5 i al vell model V12 i al nou V13. Avui dia, la majoria de la gent només crida V12 a tots dos models o V12 per a l'antic i el V13 per al nou.
El model V12 va ser llançat primer en color negre, encara que posteriorment es va llançar en altres colors, com el platejat.
També hi ha un model V14 (SCPH-70000 i SCPH-75002) que conté el xip EE+GS i circuits diferents comparats amb les revisions anteriors, alguns xips contenen la data de Copyright de 2005 comparats amb 2000 o 2001 per als models antics. També té una lent diferent i alguns problemes de PlayStation en fins i tot de PlayStation 2. Les revisions posteriors van millorar la compatibilitat amb els jocs de PlayStation.
A la fi de 2005 es va trobar que algunes fonts d'alimentació dels models prims negres eren defectuoses i podien recalentarse. Les unitats van ser anomenades per Sony, amb la companyia subministrant un model de reemplaçament. La 70040 era la que més sofria aquest problema, ja que en ser nova Sony no s'hi havia percatado de tal error. El dia 9 de juliol de 2005 Sony va treure la 70050 amb els problemes solucionats.
Una altra versió millorada del model slim de PlayStation 2 (SCPH-90000) va ser llançada en Japó el 22 de novembre de 2007, als Estats Units i Europa a finalitats del 2008, amb un redissenyo intern que va incorporar la font d'alimentació com a part de la consola, i un ventilador més silenciós que va aconseguir baixar la temperatura interna, a diferència de les versions anteriors, reduint el pes total a 720 g. La sèrie de consoles SCPH-90000 i la 90001 fabricades després de març del 2008 incorporen una revisió del BIOS, la qual corregeix els problemes dels models anteriors.
L'últim model V19 llançat per Sony és la 90010.
El 13 de gener de 2009, la PlayStation 2 Slim aconsegueix acumular 60 milions de consoles venudes a tot el món, quantitat acumulada a partir del seu llançament l'any 2004.

#### PSX

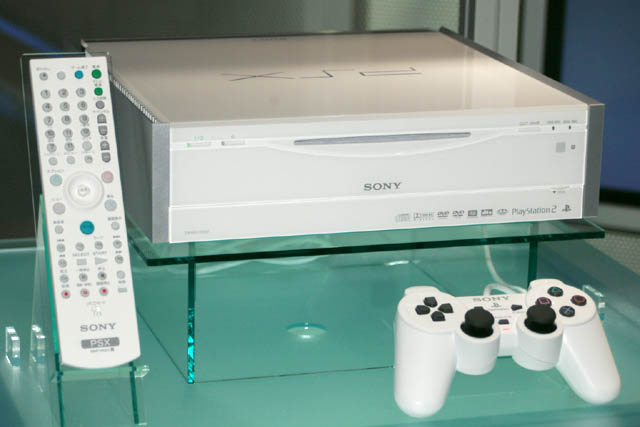
PSX en exposició.

El PSX va ser un centre de multimèdia que va desenvolupar Sony basant-se en l'arquitectura de la PlayStation 2, va ser llançada a la venda al Japó en el 2003. Aquest dispositiu tenia les característiques de reproduir música, vídeo, retocar imatges, retocar vídeos, tenia un port per a connectar memòries de càmeres digitals i així veure les fotos pel televisor, a més tenia un disc dur intern de 160 GB destinat per a emmagatzemar pel·lícules a part de ser un gran centre de multimèdia era totalment compatible amb els jocs de la PlayStation 2. El PSX solament es va vendre al Japó i Sony va descartar vendre-ho en tot el món per temor de no vendre's bé.
La seva Interfície d'usuari és el XMB (Xross Media Bar) de SCEI, usat també en PlayStation Portable i PlayStation 3.

### Accessoris

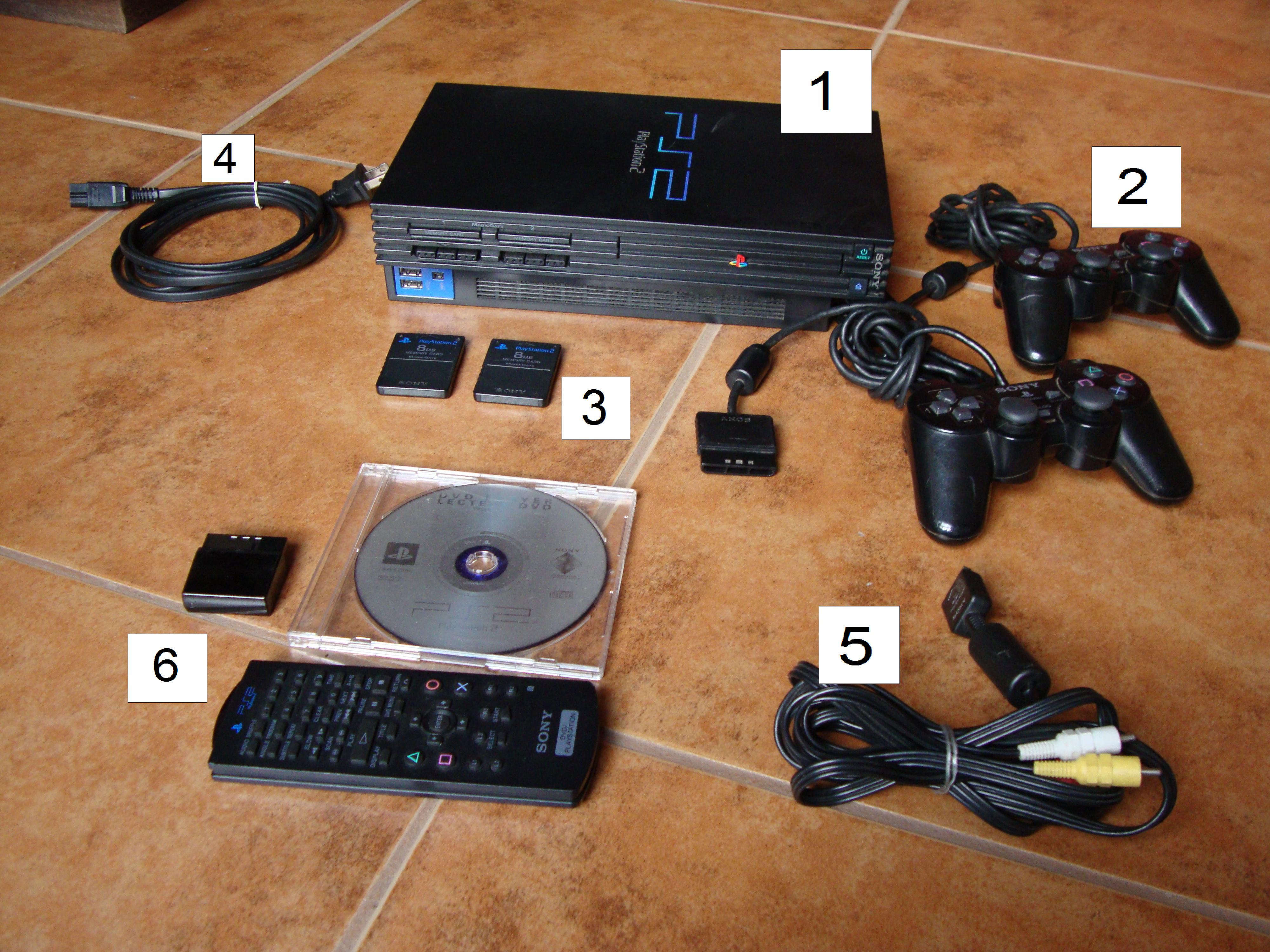
1.consola PlayStation2; 2.comandaments analògics Dualshock 2; 3.Targetes de memòria 8MB; 4.cable ~AC IN; 5.cable AV multi out; 6. reproductor DVD per la PlayStation 2.

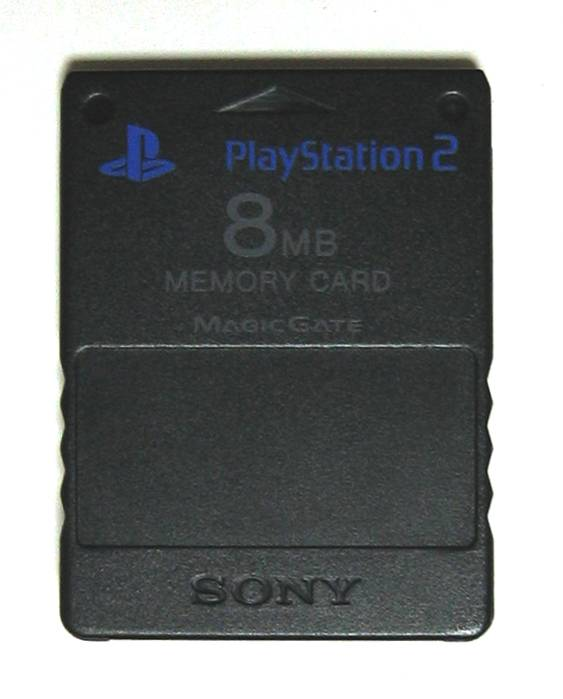
Targeta de Memòria (Memory Card) per la PlayStation 2.

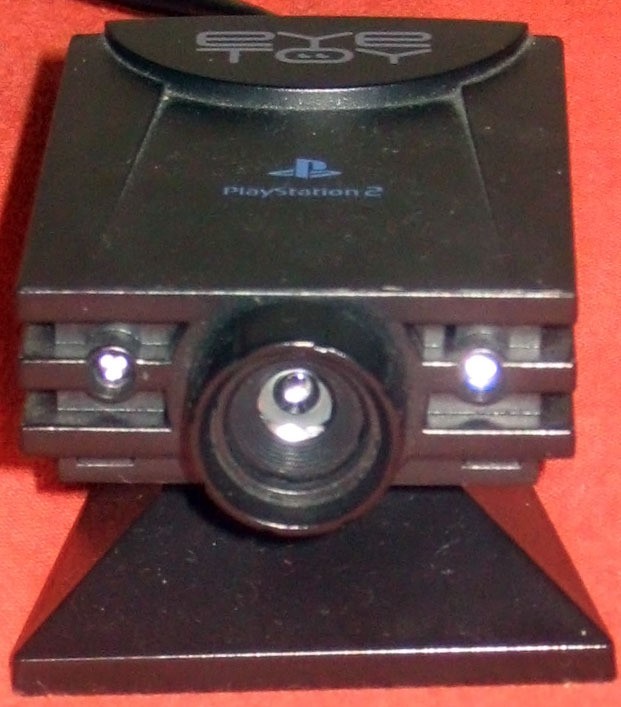
Càmera EyeToy per la PlayStation 2

Disposa d'un gran nombre de accessoris, entre els clàssics comandaments, volants i pistoles, destaquen per la seva originalitat els següents accessoris:

#### Càmera USB
El joc EyeToy incorpora una càmera de vídeo que permet a l'usuari interaccionar amb el joc usant el seu cos, el joc processa les imatges que rep a través de la càmera i detecta les col·lisions per a moure, colpejar o polsar els elements del joc.

#### Micròfon
El joc SingStar incorpora dos micròfons i un adaptador USB, és un joc al més pur estil Karaoke, ha sorprès a la comunitat dels videojocs per la seva innovadora tecnologia en el reconeixement de veu.

#### Guitarra
Amb el joc Guitar Hero podras competir amb els amics a veure qui toca millor

#### Adaptador de Xarxa i disc dur
Amb l'adaptador de xarxa per a PlayStation 2, podrem jugar partides online amb altres jugadors i descarregar-nos actualitzacions, imatges i la resta de continguts per a emmagatzemar-los en el nostre disc dur, ja són molts els jocs que permeten usar esta tecnologia.
La descàrrega serà aproximadament en euros uns 3,40 les 24 h

#### Pad DDR
És un tapet de ball utilitzat en els jocs de Konami Dance Dance Revolution, estan compostos pels botons de fletxes direccionals i en els vèrtexs del tapet (que és de forma quadrada) es troben els botons triangle, cercle, quadrat i "X", estant en la part superior del tapet els botons select i start

#### Kit Linux
El Kit Linux està compost per un disc dur de 40 GB, un adaptador de xarxa, un ratolí i un teclat USB, un cable VGA i el sistema operatiu Linux per a PlayStation 2, aquest kit està pensat per a programar, igualment es pot introduir una distribució de linux anomenat Black Rhino (Pàgina de Black Rhino)

#### Multimèdia i perifèrics

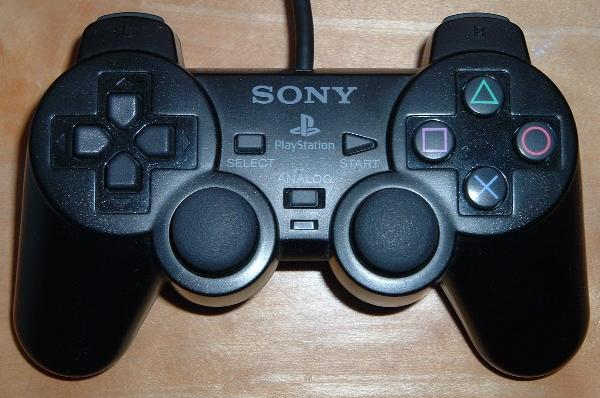
Comandament DualShock 2.

- Pel·lícules i música: A part de ser un equip de videojocs, també és un equip de multimèdia que pot reproduir pel·lícules en DVD i música en CD. Aquesta característica va ser un incentiu per a justificar la seva compra.

- DualShock 2: A la PlayStation 2, Sony ha preservat la forma del seu comandament i el nom, a comparança dels seus competidors. No solament ha preservat el nom i la forma del seu comandament, també ha millorat la funció d'aquest. A PlayStation se li va conèixer al comandament com Dualshock i en el PlayStation 2 se li va denominar al comandament DualShock 2, encara que en el PlayStation 3, Sony li canvia el nom per Sixaxis, encara que més tard, en afegir al dit comandament de nou la vibració, li canviaria el nom a DualShock 3 (per a més informació del comandament Sixaxis vegeu l'article PS3).

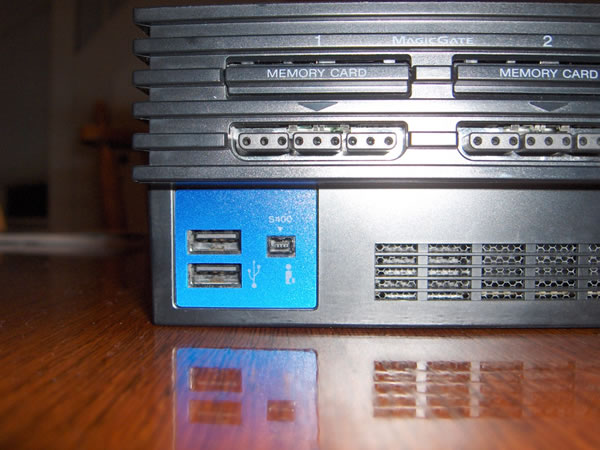
Ubicació dels ports USB en la primera versió de la PlayStation 2.

- Ports USB: Sony va dotar de característiques avançades en la PlayStation 2, que no existien en altres consoles contemporànies (excepte la Xbox), tals com incloure ports USB (versió 1.0), que van anar de gran ajuda per a connectar comandaments fabricats per altres companyies o discos durs. També hi ha certes restriccions amb els ports USB, per exemple, la consola per si mateixa no pot reconèixer altres dispositius que usin port USB com discos durs no oficials, no reconeix imatges ISO des d'una memòria flash o llegir contingut d'una memòria USB. Hi ha certs jocs que van ser programats per a aprofitar el port USB, com el famós joc Gran Turismo 4, dit joc va ser programat per a guardar captures de pantalla en una unitat USB o imprimir imatges en algunes impressores.

## Programari

### Jocs
Encara que els títols del llançament van ser poc impressionants davant dels de la seva competència (Sega Dreamcast), en la temporada nadalenca de l'any 2001 es dona el llançament de molts títols importants i algunes exclusives que va afavorir molt al PlayStation 2. Amb la quantitat de títols en el seu catàleg això va ajudar a mantenir el seu domini en el mercat de videojocs i enfrontar la incursió de Microsoft en el mercat amb el seu Xbox.
El programari de PlayStation 2 es distribueix en CD-ROM i DVD-ROM; els dos formats es diferencien pel fons dels seus discs, els CD-ROM són blaus i els DVD-ROM són plata. La PlayStation 2 va oferir alguns jocs exclusius especialment d'alt perfil. La majoria de les entrades principals de les sagues de Grand Theft Auto, Final Fantasy, i Metal Gear Solid es van llançar exclusivament per a la consola. Diverses sèries prolífiques van començar a PlayStation 2, inclòs la de God of War, Ratchet & Clank, Jak and Daxter, Devil May Cry, Kingdom Hearts, i Sly Cooper. Grand Theft Auto: San Andreas va ser el joc més venut a la consola.
Els llançaments de jocs van assolir el màxim el 2004, però van disminuir amb el llançament de la PlayStation 3 el 2006. Els últims jocs nous per a la consola van ser Final Fantasy XI: Seekers of Adoulin a Àsia, FIFA 14 a Amèrica del Nord, i Pro Evolution Soccer 2014 a Europa. Al 30 de juny de 2007, s'havien llançat un total de 10.035 títols de programari a tot el món, inclosos els jocs llançats en diverses regions com a títols separats.

### Compatibilitat de programari
El suport per als jocs de PlayStation ha estat un important punt de venda per a PlayStation 2, permetent a qui tenien una PlayStation 1 actualitzar la seva consola sense perdre els seus jocs i permetre als usuaris seguir gaudint-los fins que es desenvolupés un catàleg més gran per al nou sistema. Com un extra addicional encara més favorable, PlayStation 2 inclou la capacitat de millorar els jocs de PlayStation 1 accelerant la velocitat de càrrega i suavitzant les teixidures per a millorar els gràfics. Mentre el suavitzat funcionava bé en la majoria dels casos, l'acceleració de la càrrega podria causar que alguns jocs no es carreguin o funcionin incorrectament.
Alguns títols de PlayStation 1 no funcionaven en PlayStation 2, al principi. Aquest problema s'ha corregit en la versió actual, ja que la majoria dels jocs anteriorment no compatibles poden ser jugats sense cap problema. No és veritat que no es pot canviar el disc (per als jocs que usen diversos discos o els paquets d'expansió) sense haver modificat la consola. La fallada al canviar el disc d'alguns jocs va poder donar peu a la remor. Els jocs per a totes les consoles PlayStation tenen un de quatre codis de regions: per al Japó i Àsia NTSC/J, per a Amèrica NTSC U-C, Europa i Oceania PAL, i Xina NTSC/C.

## Rebuda
Les revisions inicials de l'any 2000 de la PlayStation 2 van ser molt aclamades, i els crítics van elogiar les seves capacitats de maquinari i gràfics, la seva capacitat per reproduir DVD i la retrocompatibilitat del sistema amb jocs i maquinari per a la PlayStation original. Els primers punts de crítiques van incloure la manca de suport en línia en aquell moment, la seva inclusió de només dos ports de controlador i el preu del sistema al llançament en comparació amb la Dreamcast l'any 2000. PC Magazine el 2001 va categoritzar la consola com a "excepcional", elogiant els seus "components notables", com ara la CPU Emotion Engine, 32 MB de RAM, suport per a IEEE 1394 (marcat com "i.LINK" per Sony i "FireWire" per Apple), i els dos ports USB de la consola mentre criticava els seus jocs "cars" i el seu suport per només dos controladors sense l'accessori multitap.
Les revisions posteriors, especialment després del llançament dels sistemes competidors GameCube i Xbox, van continuar elogiant la gran biblioteca de jocs i la reproducció de DVD de la PlayStation 2, alhora que criticaven habitualment el menor rendiment gràfic de la PlayStation 2 en comparació amb els sistemes més nous i el seu servei en línia rudimentari en comparació amb Xbox Live. L'any 2002, CNET va puntuar la consola amb un 7,3 sobre 10, anomenant-la una "aposta segura" tot i no ser la "més nova o potent", assenyalant que la consola "ofereix gràfics de joc amb vores més irregulars". CNET també va criticar la funcionalitat de reproducció de DVD, al·legant que la qualitat de vídeo de la consola era "passable" i que els controls de reproducció eren "rudimentaris", recomanant als usuaris comprar un comandament a distància. Els dos ports del controlador de la consola i el cost de les seves targetes de memòria també van ser un punt de crítica.
El model prim de la PlayStation 2 va rebre crítiques positives, especialment per la seva mida increïblement petita i el seu mòdul de xarxa integrat. Sovint es va criticar el requisit de la consola pettia d'un adaptador d'alimentació independent, mentre que la unitat de disc superior sovint es va destacar que tenia menys probabilitats de trencar-se en comparació amb la unitat de safata del model original.

### Vendes
El 13 de gener de 2009, la PlayStation 2 aconsegueix acumular 50 milions de consoles venudes als Estats Units. Aquesta quantitat acumulada és a partir del seu llançament de 2000.
La PlayStation 2 és l'única consola de sisena generació el període de la qual de vida i suport oficial van seguir vigents fins a la vuitena generació. Encara publicant-se molts títols que no van veure llum en competidores de la seva generació com Gamecube o Xbox. És la consola més venuda de la història.
Al desembre de 2010, coincidint amb el període nadalenc, Sony va llançar al mercat una televisió LCD que incorpora a la seva base una versió adaptada de la PS2.
El grup japonès Sony Computer Entertainment va anunciar que ha venut més de 159 milions de consoles de la seva PlayStation 2 (PS2) a tot el món a més de 13 anys després de la seva sortida al mercat, al març de l'any 2000.
En un comunicat, Sony va assenyalar que a 31 de gener de 2011 s'havien venut, a més, més de 1.520.000.000 d'unitats de jocs per a la PS2, pertanyents als aproximadament 10.900 títols que s'ofereixen per a aquesta consola, sent la que més títols posseeix, seguida per la seva predecessora la PlayStation amb 8.000 títols aproximadament.

## Desenvolupament
Utilitzant programes homebrew, és possible reproduir diversos formats de fitxers d'àudio i vídeo en una PS2. Els programes Homebrew també poden reproduir còpies de seguretat de jocs de DVD originals de PS2 en consoles sense modificar i instal·lar discos al detall en un disc dur instal·lat en models antics. S'han desenvolupat emuladors homebrew d'ordinadors i sistemes de jocs més antics per a la PS2.
Sony va llançar un sistema operatiu basat en Linux, Linux per a PlayStation 2, per a la PS2 en un paquet que també inclou un teclat, ratolí, adaptador Ethernet i disc dur. A Europa i Austràlia, la PS2 inclou un intèrpret Yabasic gratuït al disc de demostració inclòs. Això permet als usuaris crear programes senzills per a la PS2. Un port del projecte NetBSD i BlackRhino GNU/Linux, una distribució alternativa basada en Debian, també estan disponibles per a la PS2.

## Successora
La PlayStation 3 es va llançar al Japó i Amèrica del Nord el novembre de 2006 i a Europa el març de 2007.